# Classe Coraggio
La classe Coraggio è costituita da otto navi traghetto ro-ro gemelle costruite tra il 2007 ed il 2010 dai Nuovi Cantieri Apuania di Marina di Carrara.

## Caratteristiche

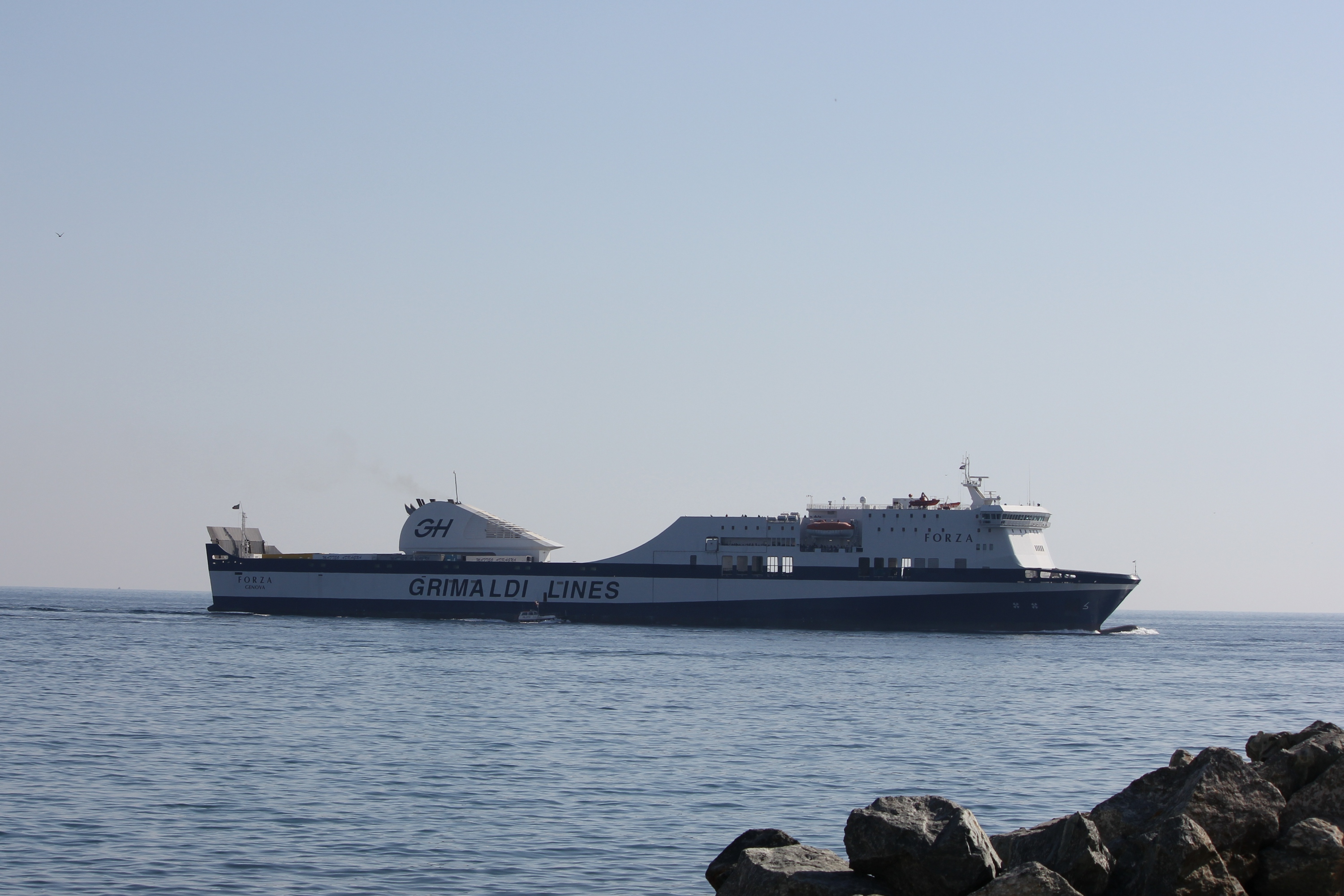
Il traghetto Forza in ingresso nel porto di Genova.

Le navi della classe Coraggio furono pensate come i primi cosiddetti ferry cruise, unità orientate prevalentemente al trasporto merci, ma dotate anche di servizi di alto livello per i passeggeri. Le navi hanno una capacità di carico di circa 2 620 metri lineari di carico, con la possibilità di trasportare 600 autovetture. Le prime unità della classe erano dotate di 67 cabine e 112 poltrone, che offrivano sistemazione a 500 passeggeri, oltre a 30 posti per "Camping on board" per circa altri 100 passeggeri. A partire dalla Superfast I, quarta unità della classe, la capacità passeggeri fu aumentata a 1000 persone con un'estensione delle sovrastrutture, alla quale furono in seguito sottoposte anche Tenacia e Coraggio. I servizi a bordo comprendono caffetteria self service, ristorante, piano bar, negozi e sale gioco. Le unità sono dotate di due propulsori Wärtsilä 12V46, capaci di sviluppare 24 000 kW di potenza e di spingerle ad una velocità massima di circa 24 nodi.

## Servizio

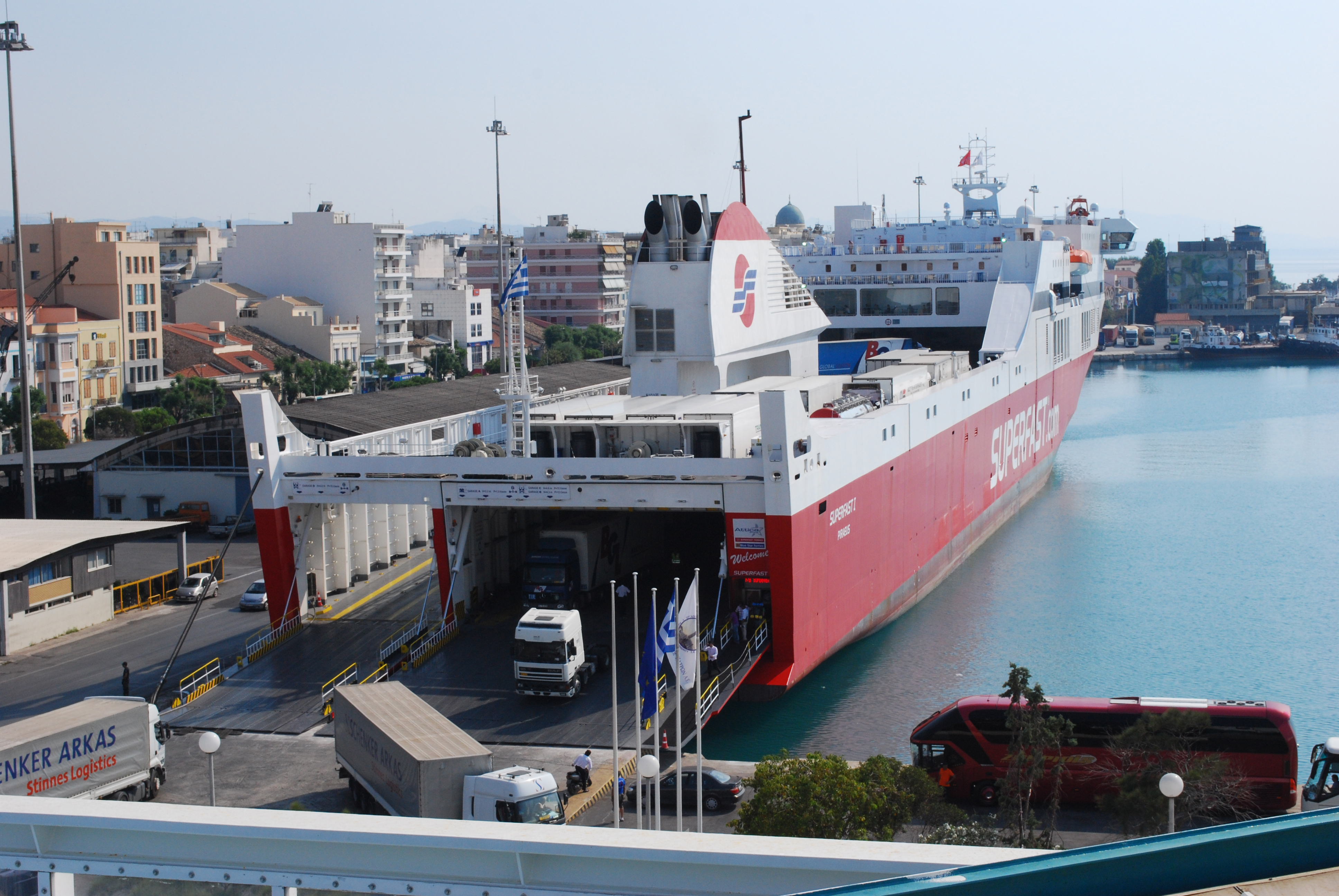
La Superfast I ormeggiata nel porto di Patrasso.

### Athena Seaways(giàCoraggio)
La Coraggio, prima unità della classe, fu varata ai Nuovi Cantieri Apuania di Marina di Carrara il 24 novembre 2006, venendo consegnata alla Grimaldi Holding di Aldo Grimaldi il 29 marzo dell'anno seguente. Fu immediatamente noleggiata a Grandi Navi Veloci, che la impiegò nei collegamenti tra Genova, La Valletta e Tunisi e, successivamente, tra Palermo e Livorno. Tra marzo e maggio 2010 la nave sostituì brevemente la gemella Audacia, afflitta da problemi tecnici, nei collegamenti tra Valencia e le Baleari.
Successivamente la nave fu noleggiata alla Stena Line, venendo sottoposta ad un ampliamento delle sistemazioni passeggeri che aveva già interessato le gemelle più recenti e ad altri adeguamenti necessari all'immissione in servizio nel Nord Europa. Terminati i lavori, che comportarono anche la sostituzione delle due rampe d'accesso ai garage con una unica, il 30 settembre 2010 la Coraggio entrò in servizio tra Hoek van Holland e Killingholme, in Inghilterra. Terminato il noleggio a novembre, la nave fece ritorno in Italia, venendo posta in disarmo a Marina di Carrara. Fu poi noleggiata a Saremar per la stagione estiva 2012, rimanendo in servizio tra Savona e Porto Torres fino a settembre. Nel novembre 2012 la nave fu noleggiata alla Anek Lines e messa in servizio tra Venezia e Patrasso.
Successivamente la Coraggio fu noleggiata per cinque anni a partire dal 2014 alla DFDS, già armatrice delle gemelle Victoria Seaways e Regina Seaways, principalmente per essere utilizzata nei collegamenti tra Klaipėda (Lituania) e Karlshamn (Svezia). A fine 2013, rientrata dal noleggio per Anek, la nave venne sottoposta a lavori a Genova, prendendo il nome di Athena Seaways e, in seguito, bandiera lituana. A fine maggio 2016, DFDS ha esercitato l'opzione di acquisto, divenendone l'attuale proprietaria.

### Rizhao Orient(giàAudacia)
La Audacia seguì un percorso simile, venendo varata il 6 giugno 2007 ed entrando in servizio per GNV tra Genova e Barcellona nell'ottobre dello stesso anno. Nell'ottobre 2008 la nave fu noleggiata per due anni alla Acciona Transmediterranea, che la impiegò nei collegamenti tra Valencia e le Baleari.
Nel marzo 2010 la nave fu afflitta da problemi ai motori, che ne causarono la temporanea sostituzione con la gemella Coraggio; rientrata in servizio il 24 maggio, al termine del periodo di noleggio la nave fu posta in disarmo a Genova, dove rimase fino al maggio 2011, quando fu nuovamente noleggiata dalla Acciona per un mese. Rientrata in Italia, rimase inoperativa fino all'agosto 2011, quando fu impiegata per trasportare immigrati clandestini da Lampedusa a diversi porti italiani. In seguito rimase in disarmo ad Augusta, venendo noleggiata a fine gennaio 2012 alla compagnia turca UND Ro-ro per essere impiegata in un collegamento tra Costanza (in Romania) e Pendik, in Turchia. Rientrata dal noleggio, nel novembre 2012 la Grimaldi Holding la utilizzò per aprire un collegamento tra Augusta e Salerno. Nel novembre successivo la nave fu noleggiata alla Anek Lines in sostituzione della Coraggio, entrando in servizio tra Venezia, Igoumenitsa e Patrasso.
Nel dicembre 2014 la nave fu venduta da Grimaldi Holding alla compagnia cinese Rizhao Port (Hong Kong) Shipping Company LTD assumendo il nome di Rizhao Orient. Venne inserita nei collegamenti tra Cina e Corea del Sud, con scali rispettivamente a Rizhao e Pyeongtaek.

### Tenacia
La Tenacia, impostata il 3 giugno 2007, fu consegnata alla Grimaldi Holding il 4 aprile 2008 e noleggiata alla GNV, che la immise sul collegamento tra Genova e Barcellona il 5 aprile 2008; impiegata successivamente su altre linee, tra aprile e giugno 2010 la nave fu sottoposta ad un allungamento delle sovrastrutture volto ad aumentare la capacità passeggeri. A novembre 2011 la Tenacia fu noleggiata alla Trasmediterránea a lungo termine a partire dal 5 dicembre 2011 nei collegamenti con le Baleari. Dal 15 ottobre 2020 la nave è in noleggio alla GNV. Dal 12 Dicembre 2021 viene spostata sui collegamenti da e per le Isole Baleari servendo il collegamento Valencia-Palma Di Maiorca. Il 20 Gennaio 2022 la nave viene noleggiata sempre alla GNV per ulteriori 5 anni con opzione a scafo nudo. Il 23 novembre 2022 GNV subnoleggia la nave per un mese alla Caronte & Tourist in sostituzione della Cartour Delta che si reca in cantiere a Genova.

### Superfast I

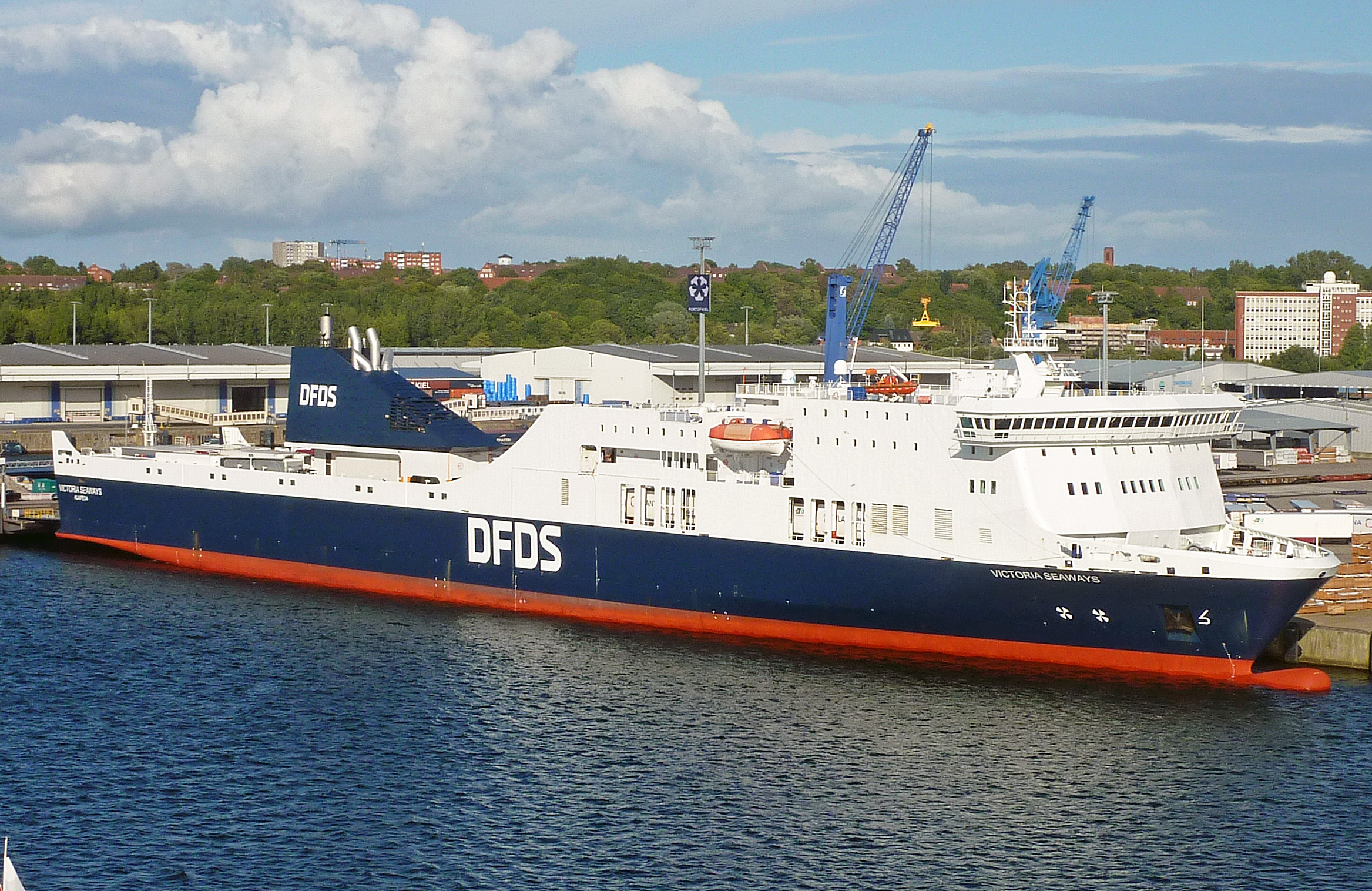
La Victoria Seaways nel 2022.

La Superfast I doveva originariamente essere consegnata nel novembre 2008 alla Grimaldi Holding con il nome di Forza, ma fu venduta alla Attica Group, società controllante la Superfast Ferries, mentre era ancora in costruzione. Varata il 12 giugno 2008, fu la prima nave della classe ad avere un aumento delle sistemazioni passeggeri, la cui capacità di trasporto era aumentata a 1000. Consegnata ai proprietari il 6 ottobre 2008, entrò in servizio tra Bari, Igoumenitsa e Patrasso una settimana dopo.

### Victoria Seaways(giàLisco Maxima)
Anche la Lisco Maxima avrebbe dovuto essere consegnata alla Grimaldi Holding, in questo caso nel 2009, ma nel gennaio 2008 l'unità fu venduta alla danese DFDS, alla quale fu consegnata l'8 aprile 2009. L'11 maggio 2009 la nave entrò in servizio tra Kiel e Klaipėda. Nel marzo 2012 la nave prese il nome di Victoria Seaways.

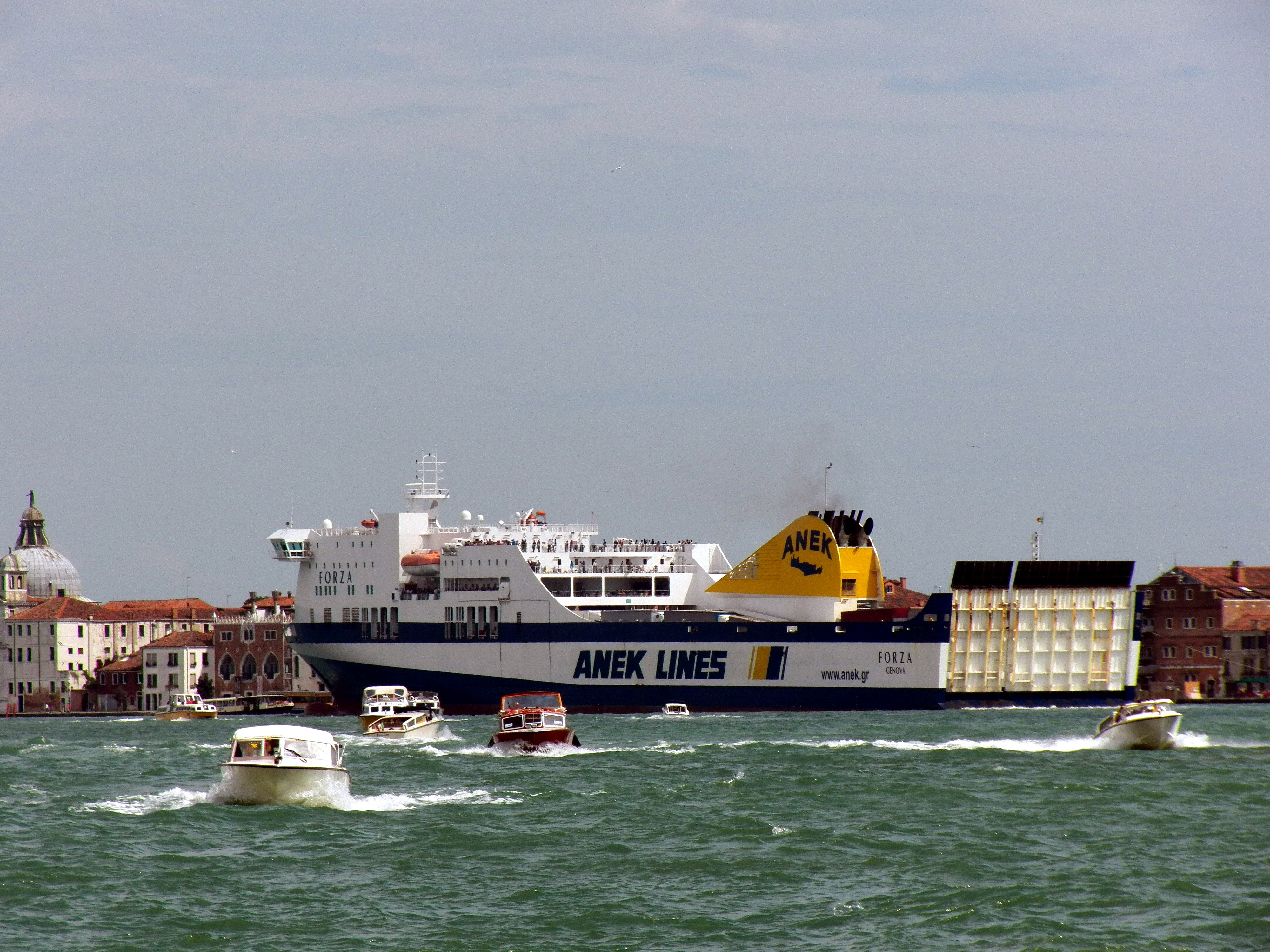
La Forza in servizio per Anek.

### Superfast II
La Superfast II seguì un destino simile alle due unità precedenti, venendo venduta all'Attica Group insieme alla gemella Superfast I. Consegnata alla compagnia greca il 2 ottobre 2009, entrò in servizio quattro giorni più tardi tra Bari, Igoumenitsa e Patrasso.

### Forza
La Forza fu consegnata alla Grimaldi Holding il 24 marzo 2010, entrando in servizio per Grandi Navi Veloci tra Livorno, Palermo e La Valletta fino al giugno 2010. Rimasta in disarmo a Genova, nel luglio 2011 rientrò in servizio per GNV, collegando Civitavecchia e Termini Imerese. Durante la stagione estiva 2012 la nave coprì la tratta tra Livorno e Termini Imerese. Alla fine del 2012 fu noleggiata, insieme alla gemella Coraggio, alla greca Anek Lines, che la impiegò sulla rotta Patrasso - Igoumenitsa - Venezia. La nave rimase in servizio per Anek fino al febbraio 2016, venendo poi noleggiata a Trasmediterránea a lungo termine e immessa sui collegamenti per le Baleari. Dal 15 ottobre 2020 la nave è in noleggio alla Grandi Navi Veloci. Il 20 Gennaio 2022 la nave viene noleggiata per ulteriori 5 anni con opzione a scafo nudo.

### Regina Seaways(giàEnergia)
L'Energia, completata nell'agosto 2010, rimase in disarmo presso i Nuovi Cantieri Apuania fino all'agosto dell'anno successivo, quando fu noleggiata alla DFDS per collegare Kiel e Klaipėda. Rinominata Regina Seaways, entrò in servizio su questa rotta a settembre, prendendo bandiera lituana due mesi più tardi.

## Unità della classe
| Nome             | Immagine | Varo             | Cantiere               | Entrata in servizio | Rotta                                | Numero IMO | Bandiera | Proprietario                                 | Note                                              |
| ---------------- | -------- | ---------------- | ---------------------- | ------------------- | ------------------------------------ | ---------- | -------- | -------------------------------------------- | ------------------------------------------------- |
| Athena Seaways   |          | 24 novembre 2006 | Nuovi Cantieri Apuania | Aprile 2007         | Klaipėda-Karlshamn                   | 9350680    |          | DFDS                                         | Già Coraggio                                      |
| Rizhao Orient    |          | 6 giugno 2007    | Nuovi Cantieri Apuania | 5 ottobre 2007      | Rizhao - Pyeongtaek                  | 9350692    |          | Rizhao Port (Hong Kong) Shipping Company LTD | Già Audacia                                       |
| Tenacia          |          | 2007             | Nuovi Cantieri Apuania | 5 aprile 2008       | Barcellona-Valencia-Palma Di Maiorca | 9350707    |          | Grimaldi Holding                             | Noleggiata a Grandi Navi Veloci                   |
| Superfast I      |          | 12 giugno 2008   | Nuovi Cantieri Apuania | 13 ottobre 2008     | Bari - Igoumenitsa - Patrasso        | 9350719    |          | Superfast Ferries                            |                                                   |
| Victoria Seaways |          |                  | Nuovi Cantieri Apuania | 11 maggio 2009      | Kiel - Klaipėda                      | 9350721    |          | DFDS                                         | Già Lisco Maxima (2009-2012)                      |
| Superfast II     |          |                  | Nuovi Cantieri Apuania | 6 ottobre 2009      | Bari-Igoumenitsa-Patrasso            | 9458511    |          | Superfast Ferries                            |                                                   |
| Forza            |          |                  | Nuovi Cantieri Apuania | 27 marzo 2010       | Civitavecchia-Termini Imerese        | 9458523    |          | Grimaldi Holding                             | Noleggiata a Grandi Navi Veloci                   |
| Regina Seaways   |          |                  | Nuovi Cantieri Apuania | 2011                | Kiel-Klaipėda                        | 9458535    |          | Grimaldi Holding                             | Già Energia. Noleggiata a lungo termine alla DFDS |